# Jacopo Zabolino
Jacopo Zabolino ou Zabolini est un peintre italien de l'école de Spolète actif au XVe siècle en Ombrie.

## Biographie
Jacopo Zabolino  a laissé des fresques (1488) dans l'église Saint-Laurent à Azzano, frazione de Spolète, et des fresques au sanctuaire de la Madonna delle Forche près de Castel San Felice, une frazione de Sant'Anatolia di Narco.

## Œuvres
- Fresques (1488), église Saint-Laurent, Azzano.
- Fresques, sanctuaire de la Madonna delle Forche, Castel San Felice.

## Sources
- (en) Cet article est partiellement ou en totalité issu de l’article de Wikipédia en anglais intitulé « Jacopo Zabolino » (voir la liste des auteurs).